# Mesokosmos
Mesokosmos (från grekiska meso- "mitten" och -kosmos "värld") avser alla experimentella utomhussystem som undersöker den naturliga miljön under kontrollerade förhållanden. På så sätt ger mesokosmstudier en länk mellan fältundersökningar och högkontrollerade laboratorieexperiment.
Mesokosmer brukar i storlek vara medelstora till stora (till exempel mesokosmer i vatten: 1 liter till 10 000 liter) som innehåller flera trofiska nivåer av interagerande organismer.
Till skillnad från laboratorieexperiment utförs mesokosmstudier vanligtvis utomhus för att införliva naturlig variation. Mesokosmstudier kan utföras i en innesluten miljö som är tillräckligt liten för att nyckelvariabler kan kontrolleras eller genom att samla in nyckelkomponenter i den naturliga miljön i fält för ytterligare experiment.
Omfattande studier av mesokosmer har utförts för att utvärdera hur organismer eller samhällen kan reagera på miljöförändringar, genom avsiktlig manipulation av miljövariabler, såsom ökande temperatur, koldioxid eller pH-nivåer.